# Santiago Varón Aceitón
Santiago Varón Aceitón (Palma de Mallorca, 31 de mayo de 1988) es un exárbitro de fútbol español de la Segunda División de España. Pertenecía al Comité de Árbitros de las Islas Baleares.

## Temporadas
| Categoría          | País   | Año       | Partidos |
| ------------------ | ------ | --------- | -------- |
| Segunda División B | España | 2012-2017 | 66       |
| Segunda División   | España | 2017-2020 | 61       |